# Tomas Baracevičius
Tomas Baracevičius (ur. 18 kwietnia 1995) – litewski zapaśnik walczący w stylu wolnym. Zajął piętnaste miejsce na mistrzostwach Europy w 2016. Mistrz nordycki w 2017 roku.